# Pombos
Pombos este un oraș în Pernambuco (PE), Brazilia.